# 朱安濯
富陽昭穆王朱安濯（1491年—1523年），明朝周藩第一代富陽王，周惠王朱同䥝的庶第二十二子。

## 生平
弘治七年（1494年）六月，獲賜名安濯。弘治十六年（1503年）十二月，封富陽王。
嘉靖二年（1523年）七月，朱安濯去世，享年三十三歲，諡號昭穆。三年後，嫡長子朱睦桴襲爵。

## 家庭

### 子
- 嫡長子：富陽端僖王朱睦桴[5]